# Tarcisius Resto Phanrang
Tarcisius Resto Phanrang SDB (* 16. Oktober 1929 in Tyrna, Britisch-Indien; † 5. Mai 1999 in Shillong, Meghalaya) war ein indischer Ordensgeistlicher und römisch-katholischer Erzbischof von Shillong.

## Leben
Tarcisius Resto Phanrang trat der Ordensgemeinschaft der Salesianer Don Boscos bei. Resto Phanrang empfing nach dem Studium der Katholischen Theologie und Philosophie am 26. Juni 1960 das Sakrament der Priesterweihe.
Am 11. Juni 1990 ernannte ihn Papst Johannes Paul II. zum Titularbischof von Corniculana und bestellte ihn zum Weihbischof in Shillong-Guwahati. Der Erzbischof von Shillong-Guwahati, Hubert D’Rosario SDB, spendete ihm am 23. September desselben Jahres die Bischofsweihe; Mitkonsekratoren waren der Bischof von Imphal, Joseph Mittathany, und der Bischof von Tezpur, Robert Kerketta SDB. Johannes Paul II. ernannte ihn am 2. August 1995 zum Erzbischof von Shillong.